# 4017 Disneya
4017 Disneya este un asteroid din centura principală, descoperit pe 21 februarie 1980 de Liudmila Karacikina.